# Mount Carnarvon
Mount Carnarvon är ett berg i Kanada.   Det ligger i provinsen British Columbia, i den centrala delen av landet, 3 000 km väster om huvudstaden Ottawa. Toppen på Mount Carnarvon är 2 772 meter över havet.
Terrängen runt Mount Carnarvon är huvudsakligen bergig.Trakten runt Mount Carnarvon är nära nog obefolkad, med mindre än två invånare per kvadratkilometer.. Det finns inga samhällen i närheten. 
Trakten runt Mount Carnarvon består i huvudsak av gräsmarker.